# Oussama Soukhane
Oussama Soukhane (en arabe : أسامة سكحان), né le 11 janvier 1999 à Casablanca, est un footballeur international marocain qui évolue au poste d'arrière latéral gauche au Fath Union Sports.

## Biographie

### Jeunesse et formation
Oussama Soukhane est né le 11 janvier 1999 dans le quartier de Sbata à Casablanca. Il commence à pratiquer le football avec les minimes B de l'école de football du Raja Club Athletic, basé au Stade Tessema. Faouzi Kadmiri, ancien joueur du Raja qui était chargé des minimes A, remarque son niveau et l'intègre à son équipe, qui s'entraînait alors au Complexe sportif Raja-Oasis.
En 2012, il rejoint l'Académie Mohammed VI de football sous la houlette de Nasser Larguet en vue de participer à un tournoi international organisé à Caen. En 2017, appelé par Redouane Hajry, il revient à l'équipe junior du Raja CA. Au terme de la saison 2017-2018, le Raja atteint les play-offs du championnat national, mais s'incline en demi-finale face à l'Académie Mohammed VI sur le score de 3-2.
En l'été 2018, après l'arrivée de Fathi Jamal au poste de directeur technique, plusieurs joueurs, dont Oussama Soukhane, rejoignent l'équipe espoir du club.
Le 29 mai 2019 au Stade El Abdi, menés par Abdelilah Fahmi, les espoirs du Raja s'inclinent en finale du championnat national face au Kawkab de Marrakech aux tirs au but, après que le temps réglementaire s'est soldé sur un score nul 0-0.

### Raja Club Athletic (2019-2023)
Ses prestations lors des play-offs ne passant pas inaperçus, il paraphe son premier contrat professionnel avec le Raja. Il n'est pas convoqué par Patrice Carteron en équipe première et continue avec les espoirs de Bouchaib El Moubarki dont il devient le capitaine.
Le 11 décembre, il est convoqué pour la première fois par Jamal Sellami au titre de la 4e journée du championnat contre le Moghreb de Tétouan (victoire 1-0).
Le 15 janvier 2020 au Stade Ibn-Batouta, il est titularisé à l'occasion de sa première rencontre officielle, au titre de la 11e journée du championnat face à l'Ittihad de Tanger (victoire 4-1).
Le 5 février, il est sacré Homme du match à l'occasion de la 14e journée face à l'Olympique de Khouribga. Il délivre sa première passe décisive avec les Verts, en servant Ayoub Nanah à la 77e minute (victoire 2-1),. 
Le 11 octobre, le Raja, alors en tête du classement, reçoit les FAR de Rabat lors de l'ultime journée, et a besoin d'une victoire pour remporter le championnat. Les visiteurs ouvrent le score à quelques minutes de la fin du premier carton, avant que Abdelilah Hafidi n'inscrive un doublé dont un but à la 90e minute, pour sacrer le Raja comme champion du Maroc. C'est le premier titre de sa carrière. 
Le 15 janvier 2021, le club annonce le prolongement du contrat de Oussama Soukhane pour trois saisons supplémentaires, jusqu'en 2024.
Le 10 juillet 2021, le Raja CA s'impose en finale de la Coupe de la confédération face aux algériens de la JS Kabylie et d'adjuge son troisième titre de la compétition (victoire, 2-1).

### Carrière internationale
Le 28 juillet 2022, il est convoqué par le sélectionneur Hicham Dmii pour un stage de préparation avec l'équipe du Maroc A', figurant sur une liste de 23 joueurs qui prendront part aux Jeux de la solidarité islamique en août 2022.

## Palmarès
Raja Club Athletic (3)
- Championnat du Maroc
  - Champion en 2019-20.
  - Vice-champion en 2020-21 et 2021-22.
- Coupe de la confédération
  - Vainqueur en 2021.
- Coupe arabe des clubs champions :
  - Vainqueur en 2020.